# Licos de Macedònia
Licos de Macedònia (en llatí Lycus, en grec antic Λύκος) va ser un metge grec nascut a Macedònia a la primera meitat del segle ii.
Va ser deixeble de Quint i segons Galè va pertànyer a l'Escola empírica, una de les escoles mèdiques més importants del món grecoromà. Galè diu que era contemporani seu, però no el va conèixer personalment. Va escriure obres sobre anatomia, que Galè cita, però diu que tot i tenir bona reputació contenien molts errors. També va escriure alguns comentaris sobre els Aforismes d'Hipòcrates, però Galè l'acusa de no entendre'n el sentit i tergiversar-lo, i fins i tot va escriure un llibre breu en defensa d'un dels Aforismes d'Hipòcrates dirigit contra Licos, on tracta al seu adversari amb molta duresa. A Licos el citen també Paule Egineta i Oribasi.